# Merheperré
Merheperré az ókori egyiptomi XIII. dinasztia végének egyik uralkodója. Ismeretlen ideig uralkodott, valamikor i. e. 1663 és 1649 között. Thébából kormányozta Felső-Egyiptomot vagy Memphiszből Közép- és Felső-Egyiptomot; a Nílus-delta keleti része már a XIV. dinasztia uralma alatt állt.

## Említései
Merheperré neve szerepel a XIX. dinasztia idején összeállított torinói királylistán Kim Ryholt szerint az uralkodó prenomene a 8. oszlop 17. sorában szerepel a papiruszon. (Gardiner entry 7.22). Mivel a papirusznak ez a része sérült, nem tudni, pontosan mennyi ideig uralkodott.
Merheperrének uralkodása idejéből két említése maradt fenn: egy csillámpala súlyon (ma a Petrie Múzeumban, UC 16372) és talán egy szkarabeuszon, melyen a nevet Darrell Baker, Jürgen von Beckerath, Stephen Quirke és mások Merheperré nevének olvassák, Kim Ryholt azonban nem ért ezzel egyet, és rámutat, hogy nem szerepelnek rajta királyi címek, stilisztikailag pedig eltér a XIII. dinasztia többi királyi pecsétjétől, így lehetséges, hogy csak a Napot (Ré) maga előtt toló Heper istent ábrázolja.

## Helye a kronológiában
Merheperré pontos helye a kronológiában nem ismert; a torinói papirusz sérülése miatt a XIII. dinasztia utolsó uralkodóiról csak feltételezéseink lehetnek. Ryholt szerint a dinasztia 47., Baker szerint 46., von Beckerath szerint 57. uralkodója. Abban mind egyetértenek, hogy Merkaré követte a trónon, von Beckerath feltételezése szerint azonban elődje Mersepszeszré Ini, Ryholt és Baker pedig a torinói papirusz új elemzése alapján úgy vélik, a hiányosan fennmaradt nevű Mer[…]ré az.

## Fordítás
- Ez a szócikk részben vagy egészben  a   Merkheperre című angol Wikipédia-szócikk ezen változatának fordításán alapul.  Az eredeti cikk szerkesztőit annak laptörténete sorolja fel. Ez a jelzés csupán a megfogalmazás eredetét és a szerzői jogokat jelzi, nem szolgál a cikkben szereplő információk forrásmegjelöléseként.